# سوک‌چانگ
سوک‌چانگ (به ویتنامی: Sóc Trăng) یک شهر در ویتنام است که در استان سوک‌چانگ واقع شده‌است.

## خصوصیات
سوک‌چانگ ۱۷۳٬۹۲۲ نفر جمعیت دارد.